# Stegonotus cucullatus
Stegonotus cucullatus är en ormart som beskrevs av Duméril, Bibron och Duméril 1854. Stegonotus cucullatus ingår i släktet Stegonotus och familjen snokar. Inga underarter finns listade i Catalogue of Life.
Denna orm förekommer vid kusten och längs floder i norra Australien och södra Nya Guinea. Ett fynd från Salomonöarna tillhör troligtvis en annan art. Arten lever i låglandet och i bergstrakter upp till 1700 meter över havet. Habitatet varierar mellan regnskogar, andra fuktiga skogar, träskmarker och mangrove. Individerna gömmer sig på dagen under träbitar eller andra föremål. Ibland besöker de byggnader. Stegonotus cucullatus vistas främst på marken men den klättrar även i träd och den kan simma. Födan utgörs främst av andra kräldjur, deras ägg, fiskar och insekter. Ibland äts små fåglar eller däggdjur. Honor lägger ägg.
För beståndet är inga hot kända. Hela populationen antas vara stabil. IUCN listar arten som livskraftig (LC).